# Piiri (Tartu)
Piiri (Russisch: Межа, Mezja, Мѣжа in de spelling van vóór 1918) is een plaats in de Estlandse gemeente Tartu vald, provincie Tartumaa. De plaats heeft de status van dorp (Estisch: küla) en telt 54 inwoners (2021).
Piiri ligt op het eiland Piirissaar in het Peipusmeer. Tot in 2017 vormde het eiland een aparte gemeente, Piirissaare. In dat jaar werd de gemeente bij de gemeente Tartu vald gevoegd.

## Geschiedenis
Net als de beide andere dorpen op het eiland, Saare en Tooni, wordt Piiri van oudsher bewoond door Russen. Het eiland behoorde eerst tot de Russische provincie Sint-Petersburg. Piiri werd in 1750 voor het eerst genoemd. In de vijftiende eeuw werd Piirissaar opgedeeld. Het grondgebied van Piiri ging naar het Prinsbisdom Dorpat, de beide andere dorpen bleven bij Sint-Petersburg. Beide delen kwamen weer bij elkaar toen Estland in 1918 onafhankelijk was geworden.
Na de Grote Noordse Oorlog vestigden zich Oudgelovigen op het eiland. Zij vormen er nog steeds de meerderheid. In Saare en Piiri stonden kerken van de Oudgelovigen. De kerk van Piiri ging verloren bij een Duits bombardement in 1944.
Piri heeft twee begraafplaatsen: een voor de Oudgelovigen, Piiri kalmistu, en een voor de lutheranen, Piirissaare kalmistu. Beide begraafplaatsen hebben de status van monument.

## Foto's

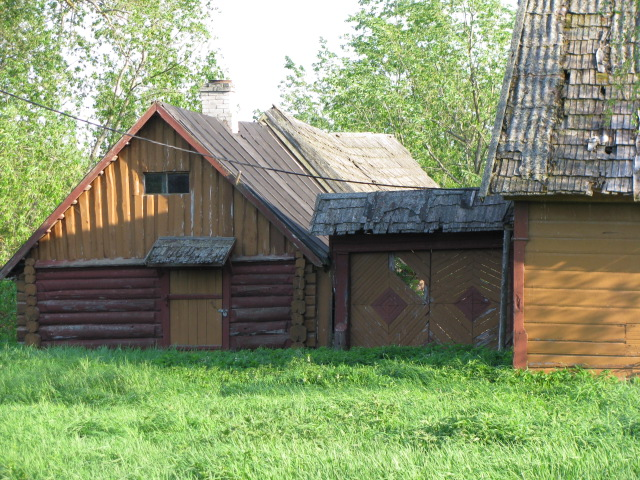
Visserswoning in Piiri
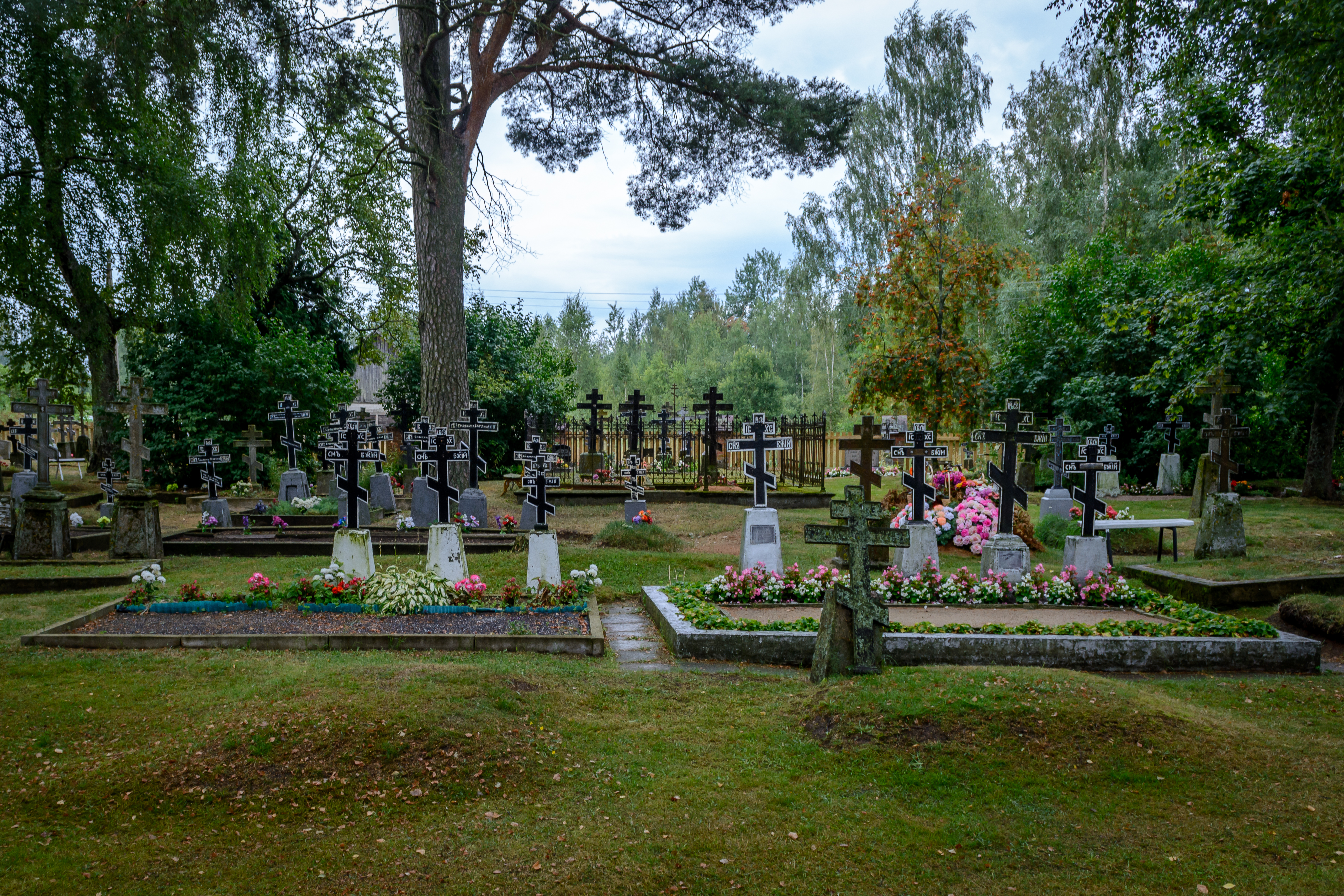
Kerkhof van de Oudgelovigen
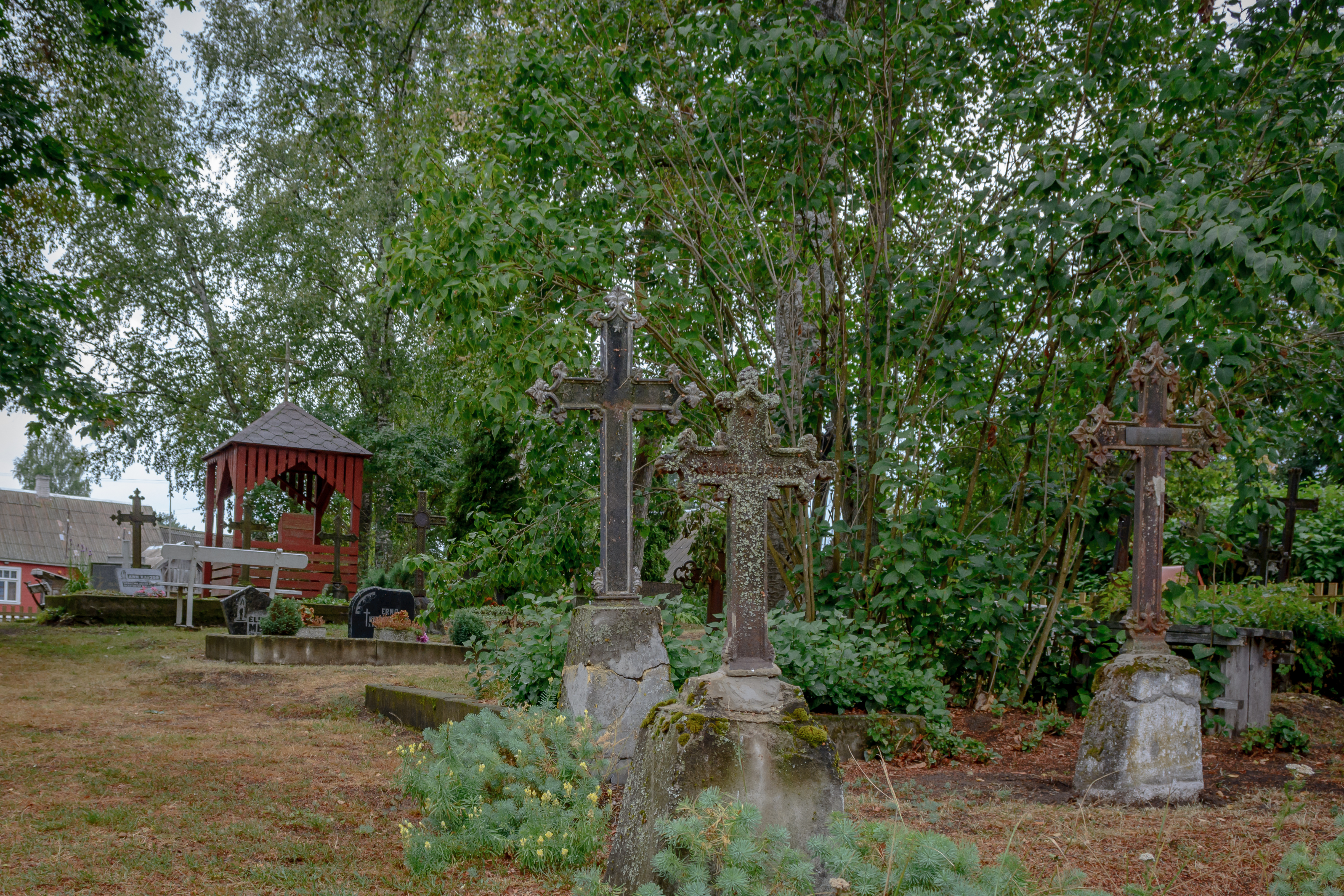
Het lutherse kerkhof